# 하시쿠라역
하시쿠라역(일본어: 箸蔵駅)은 일본 도쿠시마현 미요시시에 있는 시코쿠 여객철도 도산 선의 역이다. 역 번호는 D20이다. 상대식 승강장 2면 2선의 구조를 지닌 지상역이다.

## 타는 곳
| 1 · 2 | ■ 도산 선 | (상행) | 고토히라 · 다도쓰 · 다카마쓰 방면 |
| 1 · 2 | ■ 도산 선 | (하행) | 쓰쿠다 · 아와이케다 · 쓰쿠다 방면 |

## 역 주변
- 국도 제32호선

## 인접 정차역
| 시코쿠 여객철도 도산 선   | 시코쿠 여객철도 도산 선 | 시코쿠 여객철도 도산 선 |
| ------------------------- | ----------------------- | ----------------------- |
| D 19 쓰보지리 다도쓰 방면 | 도산 선                 | 쓰쿠다 D 21 고치 방면   |